# 텍스트 처리

컴퓨팅에서 텍스트 처리(text processing) 또는 문자 처리는 전자 텍스트의 생성 또는 조작을 자동화하는 이론과 실천을 의미한다. 텍스트(text)는 해당 실천에 관여하는 사람의 키보드를 통해 지정된 영숫자 전체를 의미하는 것이 보통이지만 일반적으로 텍스트는 대상 텍스트의 표준 문자 인코딩 바로 위의 추상화 계층을 의미한다. 처리라는 용어는 자동화된(기계화된) 처리를 의미하며 이는 수동으로 수행되는 동일 조작과는 대조적이다.
텍스트 처리는 내용, 내용 변화, 커서 이동을 호출하는 컴퓨터 명령을 수반하며 이를테면 다음과 같다.
- 찾아 바꾸기
- 서식 지정
- 내용의 처리(가공)된 보고서 생성
- 파일 또는 텍스트 파일의 보고서를 필터 처리

정규 표현식의 텍스트 처리는 가상의 편집 머신으로서 명명 레지스터(식별자), 그리고 텍스트로 구성된 문자열들의 명명된 위치를 포함하는 원시 프로그래밍 언어를 갖추고 있다. 이것들을 사용하여 텍스트 프로세서(text processor)는 예를 들어 문자의 특정 영역을 표시하고 이동할 수 있다. 텍스트 처리 유틸리티는 필터 프로그램 또는 간단히 필터로 부른다. 이 2가지 매커니즘이 텍스트 처리를 구성한다.

## 같이 보기
- 문서 편집기